# Семёнова, Наталия Юрьевна
Ната́лия Ю́рьевна Семёнова (род. 26 августа 1951) — советский и российский искусствовед.

## Биография
Наталия Семёнова родилась 26 августа 1951 года.
В 1974 году окончила отделение истории и теории искусства исторического факультета исторического факультета Московского государственного университета имени М. В. Ломоносова.
В 1971—1975 годах работала лаборантом Отдела рукописей Государственного музея изобразительных искусств имени А. С. Пушкина (ГМИИ имени Пушкина). В 1975—1985 годах была научным сотрудником Центрального научно-исследовательского института теории и истории архитектуры (ЦНИИТИА). В 1996—2007 годах — главный редактор и соучредитель издательства «Трилистник».
Защитила диссертацию на соискание учёной степени доктора искусствоведения.
Область научных интересов — русское искусство XIX—XX веков, западно-веропейское искусство XIX — начала XX века, история коллекционирования.
В 1988—1991 годах вела рубрику «Российские меценаты» в журнале «Огонёк» (статьи о Сергее Щукине, Михаиле Морозове, Александре Штиглице, А. Л. Тарасове, Павле и Григории Строгановых).
Одна из авторов «Энциклопедии русского авангарда» (2013—2014) (статьи «Барр Альфред», «Васильева Мария Ивановна», «Глаголь Сергей», «ГМНЗИ», «Добычина Надежда Евсеевна», «Исаджанов Исаджан Степанович», «Лемерсье Галерея», «Коллекция В. С. Семёнова», «Крон Кристиан Корнелиус», «Маковский Сергей Константинович», «Матисс Анри», «Меерсон Ольга Маркусовна», «Михайловой К. И. Художественный салон», «МНЗЖ II», «Морозов Иван Абрамович», «Морозов Михаил Абрамович», «Пролетарские музеи», «Рябушинский Николай Павлович», «Семёнова Елена Владимировна», «Терновец Борис Николаевич», «Тугендхольд Яков Александрович», «Щукин Сергей Иванович», «Шустер Соломон Абрамович», «Эфрос Абрам Маркович»).

## Куратор выставок
- 2006 — «Художник Сергей Лобанов» (Государственный музей изобразительных искусств имени А. С. Пушкина, Музей личных коллекций)[2]
- 2006 — «Коллекционер Генрих Брокар» (Государственный музей изобразительных искусств имени А. С. Пушкина) (совместно с Алексеем Савиновым)[2]

## Участие в профессиональных и общественных организациях
- Член Ассоциации искусствоведов[2]
- Член Международной ассоциации художественных критиков (AICA)[2]